# ラナウ
ラナウ (マレー語: Ranau) は東マレーシア・ボルネオ島のサバ州の内陸にある町。住民のほとんどはドゥスン族(Dusun)である。州都のコタ・キナバルからサンダカンに向かうハイウェイの途上にあり、キナバル公園を通過後、そこから約20kmの位置にある。キナバル山やポーリン温泉を訪れる旅行者の拠点となっている。ラナウは第二次世界大戦中に日本軍によって行われたサンダカン死の行進の終着点でもあり、追悼施設としてクンダサン戦争記念公園がある。